# 1445
Il 1445 (MCDXLV in numeri romani) è un anno  del XV secolo.

## Eventi
- È questo l'ultimo anno che trova posto nella Historia Florentina scritta da Poggio Bracciolini a seguito di quella di Leonardo Bruni.
- Viene inaugurato a Firenze lo Spedale degli Innocenti.
- Filarete realizza a Roma la porta centrale della Basilica di San Pietro.
- Antonio Squarcialupi entra in possesso, riordina e completa il cosiddetto Codice Squarcialupi.
- Gli esploratori portoghesi scoprono le isole africane di Capo Verde.

## Nati
- 1º marzo - Sandro Botticelli, pittore italiano († 1510)
- 16 marzo - Johann Geiler von Kaysersberg, presbitero e predicatore svizzero († 1510)
- 18 aprile - Ippolita Maria Sforza, duchessa († 1488)
- 19 aprile - Antonio da Montefeltro, condottiero italiano († 1500)
- 21 aprile - Pietro Riario, cardinale e arcivescovo cattolico italiano († 1474)
- 10 settembre - Bianca de' Medici, nobildonna italiana († 1505)
- 3 ottobre - Al-Suyuti, giurista, storico e mistico egiziano († 1505)
- 8 dicembre - Biagio Milanesi, religioso italiano († 1523)
- 10 dicembre - Alessandro Braccesi, umanista e diplomatico italiano († 1503)
- 11 dicembre - Eberardo I di Württemberg, duca tedesco († 1496)
- Paolo Attavanti, religioso italiano († 1499)
- Bertuccio Bagarotto, diplomatico italiano († 1509)
- Gilbert Banester, compositore inglese († 1487)
- Guillaume Briçonnet, funzionario, cardinale e arcivescovo cattolico francese († 1514)
- Alessandro I di Cachezia, re († 1511)
- Nicolas Chuquet, matematico francese († 1488)
- Giorgio Benigno Salviati, arcivescovo cattolico bosniaco († 1520)
- Jean De Candida, medaglista e diplomatico italiano († 1510)
- Gabriele de' Gabrielli, cardinale e vescovo cattolico italiano († 1511)
- Giovanni di Glogovia, umanista, filosofo e geografo polacco († 1507)
- Andrea Giovanni Lascaris, umanista e scrittore bizantino († 1534)
- Luisa d'Angiò, nobile († 1475)
- Domenico Malipiero, storico e generale italiano († 1513)
- Veronica Negroni da Binasco, mistica italiana († 1497)
- Paulus de Middelburgo, medico e vescovo cattolico belga († 1534)
- Andrea Piccolomini Todeschini, nobile e politico italiano († 1505)
- Michele Riccio, nobile e storico italiano († 1515)
- Giuliano da Sangallo, architetto, ingegnere militare e scultore italiano († 1516)
- Claudio di Savoia-Racconigi, marchese († 1521)
- Jane Shore, nobildonna inglese († 1527)
- Mattia Ugoni, vescovo cattolico italiano († 1535)
- Giovanni Antonio Ventimiglia, nobile e condottiero italiano († 1483)
- Gabriele Zerbi, medico e anatomista italiano († 1505)
- Jaume Ferrer de Blanes, politico e cosmografo spagnolo († 1523)
- Robert de Croixmare, arcivescovo cattolico francese († 1493)
- Gherardo e Monte del Flora, artista italiano († 1497)
- Leonardo della Rovere, nobile italiano († 1475)
- Filippo di Lussemburgo, cardinale e vescovo cattolico francese († 1519)
- Agnese di Savoia, principessa († 1509)

## Morti
- 19 gennaio - Antonio Correr, cardinale e vescovo cattolico italiano (n. 1359)
- 15 febbraio - Giovanni Bertoldi, vescovo cattolico e teologo italiano
- 18 febbraio - Maria di Trastámara, regina spagnola (n. 1396)
- 19 febbraio - Eleonora di Trastámara, regina (n. 1402)
- 24 febbraio - Niccolò Tedeschi, arcivescovo cattolico e giurista italiano (n. 1386)
- 12 marzo - Giovanni Giacomo del Monferrato, marchese (n. 1395)
- 9 aprile - Antonio Alberico I Malaspina, nobile italiano
- 13 aprile - Ludovico VIII di Baviera-Ingolstadt, nobile tedesco (n. 1403)
- 25 aprile - Domingo Ram y Lanaja, cardinale, arcivescovo cattolico e politico spagnolo (n. 1345)
- 5 giugno - Leonel Power, compositore inglese
- 15 giugno - Enrico di Trastámara, principe spagnolo (n. 1400)
- 24 giugno - Annibale I Bentivoglio, nobile (n. 1413)
- 15 luglio - Giovanna Beaufort, regina
- 24 luglio - Cencio Rustici, umanista italiano
- 2 agosto - Oswald von Wolkenstein, poeta e compositore tedesco
- 11 agosto - Alberto Alberti, cardinale e vescovo cattolico italiano (n. 1386)
- 12 agosto - Bartolomeo Zabarella, arcivescovo cattolico italiano (n. 1399)
- 16 agosto - Margherita Stewart, principessa scozzese (n. 1424)
- 26 agosto - Jean Bassand, monaco cristiano francese
- 9 ottobre - Gerardo Landriani Capitani, cardinale italiano
- 19 ottobre - Andrea de' Pazzi, politico italiano (n. 1372)
- 21 ottobre - Pietro Capucci, religioso italiano (n. 1390)
- 30 novembre - Paola Colonna, nobile italiana (n. 1380)
- Badlay ibn Sa'ad ad-Din, sultano somalo
- Henri Bellechose, pittore francese
- Riccio da Montechiaro, nobile e condottiero italiano
- Jan II Keldermans, architetto belga
- Giovanni Mostarda, condottiero italiano
- Covella Ruffo, nobile italiana
- William ap Thomas, nobile gallese
- Uluğ Muhammad, sovrano mongolo (n. 1405)

## Calendario
| Calendario 1445 | Calendario 1445 | Calendario 1445 | Calendario 1445 | Calendario 1445 | Calendario 1445 | Calendario 1445 | Calendario 1445 | Calendario 1445 | Calendario 1445 | Calendario 1445 | Calendario 1445 | Calendario 1445 | Calendario 1445 | Calendario 1445 | Calendario 1445 | Calendario 1445 | Calendario 1445 | Calendario 1445 | Calendario 1445 | Calendario 1445 | Calendario 1445 | Calendario 1445 | Calendario 1445 | Calendario 1445 | Calendario 1445 | Calendario 1445 | Calendario 1445 | Calendario 1445 | Calendario 1445 | Calendario 1445 | Calendario 1445 | Calendario 1445 |
| --------------- | --------------- | --------------- | --------------- | --------------- | --------------- | --------------- | --------------- | --------------- | --------------- | --------------- | --------------- | --------------- | --------------- | --------------- | --------------- | --------------- | --------------- | --------------- | --------------- | --------------- | --------------- | --------------- | --------------- | --------------- | --------------- | --------------- | --------------- | --------------- | --------------- | --------------- | --------------- | --------------- |
|                 | 1               | 2               | 3               | 4               | 5               | 6               | 7               | 8               | 9               | 10              | 11              | 12              | 13              | 14              | 15              | 16              | 17              | 18              | 19              | 20              | 21              | 22              | 23              | 24              | 25              | 26              | 27              | 28              | 29              | 30              | 31              |                 |
| Gennaio         | Ve              | Sa              | Do              | Lu              | Ma              | Me              | Gi              | Ve              | Sa              | Do              | Lu              | Ma              | Me              | Gi              | Ve              | Sa              | Do              | Lu              | Ma              | Me              | Gi              | Ve              | Sa              | Do              | Lu              | Ma              | Me              | Gi              | Ve              | Sa              | Do              |                 |
| Febbraio        | Lu              | Ma              | Me              | Gi              | Ve              | Sa              | Do              | Lu              | Ma              | Me              | Gi              | Ve              | Sa              | Do              | Lu              | Ma              | Me              | Gi              | Ve              | Sa              | Do              | Lu              | Ma              | Me              | Gi              | Ve              | Sa              | Do              |                 |                 |                 |                 |
| Marzo           | Lu              | Ma              | Me              | Gi              | Ve              | Sa              | Do              | Lu              | Ma              | Me              | Gi              | Ve              | Sa              | Do              | Lu              | Ma              | Me              | Gi              | Ve              | Sa              | Do              | Lu              | Ma              | Me              | Gi              | Ve              | Sa              | Do              | Lu              | Ma              | Me              |                 |
| Aprile          | Gi              | Ve              | Sa              | Do              | Lu              | Ma              | Me              | Gi              | Ve              | Sa              | Do              | Lu              | Ma              | Me              | Gi              | Ve              | Sa              | Do              | Lu              | Ma              | Me              | Gi              | Ve              | Sa              | Do              | Lu              | Ma              | Me              | Gi              | Ve              |                 |                 |
| Maggio          | Sa              | Do              | Lu              | Ma              | Me              | Gi              | Ve              | Sa              | Do              | Lu              | Ma              | Me              | Gi              | Ve              | Sa              | Do              | Lu              | Ma              | Me              | Gi              | Ve              | Sa              | Do              | Lu              | Ma              | Me              | Gi              | Ve              | Sa              | Do              | Lu              |                 |
| Giugno          | Ma              | Me              | Gi              | Ve              | Sa              | Do              | Lu              | Ma              | Me              | Gi              | Ve              | Sa              | Do              | Lu              | Ma              | Me              | Gi              | Ve              | Sa              | Do              | Lu              | Ma              | Me              | Gi              | Ve              | Sa              | Do              | Lu              | Ma              | Me              |                 |                 |
| Luglio          | Gi              | Ve              | Sa              | Do              | Lu              | Ma              | Me              | Gi              | Ve              | Sa              | Do              | Lu              | Ma              | Me              | Gi              | Ve              | Sa              | Do              | Lu              | Ma              | Me              | Gi              | Ve              | Sa              | Do              | Lu              | Ma              | Me              | Gi              | Ve              | Sa              |                 |
| Agosto          | Do              | Lu              | Ma              | Me              | Gi              | Ve              | Sa              | Do              | Lu              | Ma              | Me              | Gi              | Ve              | Sa              | Do              | Lu              | Ma              | Me              | Gi              | Ve              | Sa              | Do              | Lu              | Ma              | Me              | Gi              | Ve              | Sa              | Do              | Lu              | Ma              |                 |
| Settembre       | Me              | Gi              | Ve              | Sa              | Do              | Lu              | Ma              | Me              | Gi              | Ve              | Sa              | Do              | Lu              | Ma              | Me              | Gi              | Ve              | Sa              | Do              | Lu              | Ma              | Me              | Gi              | Ve              | Sa              | Do              | Lu              | Ma              | Me              | Gi              |                 |                 |
| Ottobre         | Ve              | Sa              | Do              | Lu              | Ma              | Me              | Gi              | Ve              | Sa              | Do              | Lu              | Ma              | Me              | Gi              | Ve              | Sa              | Do              | Lu              | Ma              | Me              | Gi              | Ve              | Sa              | Do              | Lu              | Ma              | Me              | Gi              | Ve              | Sa              | Do              |                 |
| Novembre        | Lu              | Ma              | Me              | Gi              | Ve              | Sa              | Do              | Lu              | Ma              | Me              | Gi              | Ve              | Sa              | Do              | Lu              | Ma              | Me              | Gi              | Ve              | Sa              | Do              | Lu              | Ma              | Me              | Gi              | Ve              | Sa              | Do              | Lu              | Ma              |                 |                 |
| Dicembre        | Me              | Gi              | Ve              | Sa              | Do              | Lu              | Ma              | Me              | Gi              | Ve              | Sa              | Do              | Lu              | Ma              | Me              | Gi              | Ve              | Sa              | Do              | Lu              | Ma              | Me              | Gi              | Ve              | Sa              | Do              | Lu              | Ma              | Me              | Gi              | Ve              |                 |